# Eugene Antonio Marino

Wappen von Eugene Antonio Marino

Eugene Antonio Marino SSJ (* 29. Mai 1934 in Biloxi, Mississippi, USA; † 12. November 2000) war Erzbischof von Atlanta.

## Leben
Eugene Antonio Marino trat der Ordensgemeinschaft der St.-Joseph-Gesellschaft vom Hl. Herzen bei und empfing am 9. Juni 1962 das Sakrament der Priesterweihe.
Am 12. Juli 1974 ernannte ihn Papst Paul VI. zum Titularbischof von Walla Walla und bestellte ihn zum Weihbischof in Washington. Der Erzbischof von Washington, William Wakefield Baum, spendete ihm am 12. September desselben Jahres die Bischofsweihe; Mitkonsekratoren waren der Bischof von Columbus, Edward John Herrmann, und der Weihbischof in New Orleans, Harold Robert Perry SVD.
Am 14. März 1988 ernannte ihn Papst Johannes Paul II. zum Erzbischof von Atlanta. Die Amtseinführung erfolgte am 5. Mai desselben Jahres.
Eugene Antonio Marino trat am 10. Juli 1990 als Erzbischof von Atlanta zurück.